# Hetaeria tetraptera
Hetaeria tetraptera är en orkidéart som först beskrevs av Heinrich Gustav Reichenbach, och fick sitt nu gällande namn av Victor Samuel Summerhayes. Hetaeria tetraptera ingår i släktet Hetaeria och familjen orkidéer. Inga underarter finns listade i Catalogue of Life.